# 丹·A·金贝尔
丹·阿贝尔·金贝尔（英語：Dan Able Kimball，1896年3月1日—1970年7月30日），是一名美国官员，曾为第五十一任美国海军部长。

## 生平
丹·金贝尔于1896年3月1日出生于密苏里州的圣路易斯，第一次世界大战期间他是美国陆军航空兵的一名飞行员，此后对航空保持着浓厚的兴趣。从1920年开始，丹·金贝尔受雇于通用轮胎橡胶公司，1942年升任该公司副总裁。随后，他成为火箭发动机生产商喷气工程公司的高管，该公司是通用轮胎的一个部门。1949年2月，丹·金贝尔出任美国海军部航空助理部长，次年5月成为海军部次长。
丹·金贝尔于1951年7月就任美国海军部长，直到1953年1月杜鲁门政府结束。丹·金贝尔在任内由此扩大了美国的国防设施，并在航空、海军工程和其他国防相关领域取得了相当大的技术进步。丹·金贝尔卸任后重返商界，他一直担任喷气式飞机总公司的总裁，之后出任该公司董事长，1969年离任。丹·金贝尔于1970年7月30日去世。

## 金贝尔和钱学森
钱学森参加的火箭俱乐部的几个成员创办了一家公司，钱学森是技术顾问，丹·金贝尔是公司的管理人员，两人因此相识，丹·金贝尔对钱学森的工作和能力十分清楚。
1950年6月，钱学森的美国国防安全许可被撤销，之后受到了联邦调查局的讯问。8月21日，钱学森与时任海军部次长丹·金贝尔就此话题进行了交谈，他们是以私人身份会见的。钱学森告诉丹·金贝尔自己被指控为共产主义者，丹·金贝尔回答说，“见鬼，我不认为你是一个共产主义者。”此时钱学森表示他仍打算离开美国，并说：“我是中国人，我不想制造武器杀死我的同胞，就这么简单。”丹·金贝尔之后说：“我不会让你离开这个国家。”金贝尔劝说钱学森继续留在加州理工学院工作，在没有安全许可证的情况下先担任数学教授，又为钱学森介绍了一位律师保罗·波特，以便律师在听证会上为他辩护。金贝尔在给司法部打电话的时候大声咆哮：“说我是共产党都比说钱学森是共产党可能性大些，他老婆不是蒋介石军事顾问的女儿吗？”
8月22日，钱学森拜访了波特律师。波特听了钱学森的陈述，认为次日天就举行听证会太仓促，他必须有充分的时间进行准备，建议推迟听证会。钱学森同意了波特的意见。推迟听证会等于取消听证会，钱学森已经订好8月28日的回国机票，六天之后就要离开美国。8月23日，钱学森再度拜访金贝尔的办公室，告诉他由于美国无理取消他的安全认可证，他决定离开美国，返回中国。金贝尔非常惊讶，极力挽留，见挽留不住，金贝尔随后给美国移民局打了一个电话，表示“说什么也不能放钱学森回到红色中国，无论在什么地方，他都抵得上五个师。”之后钱学森被美国司法部囚禁，金贝尔得知司法部的行动后十分震惊：“我的意思不是要逮捕他，太可怕了，他不是共产党，我们不应当监禁他。”
1955年8月，钱学森终于成功离开美国。丹·金贝尔这几年中一直试图让钱学森留在美国，他对钱学森的待遇发表了评论：“这是美国有史以来所做过最愚蠢的一件事，他和我一样都不是共产主义者，我们终于把他逼走了。”